# Данилевський Костянтин Якович
Костянтин Якович Данилевський (1855, Харків — після 1917) — український вчений, лікар-практик з галузі нервових хвороб, винахідник, підприємець, піонер авіації. Проєктував, виготовлював та пілотував одні з перших у світі дирижаблів. Рідний брат Данилевського Василя Яковича.

## Життєпис
Народився в родині харківського годинникового майстра та одного із піонерів фотографії у Харкові, Якова Петровича Данилевського.
1879 року закінчив медичний факультет Харківського університету з відзнакою. 1884—1888 проходив аспірантуру при тому ж університеті, підготовлювався до отримання професорського звання.
З 1889 — доктор медицини. Того ж року закордоном у відрядженні для вивчення електротерапії та нервових захворювань.